# Stranskiite
La stranskiite è un minerale.